# リバイバルトレイン

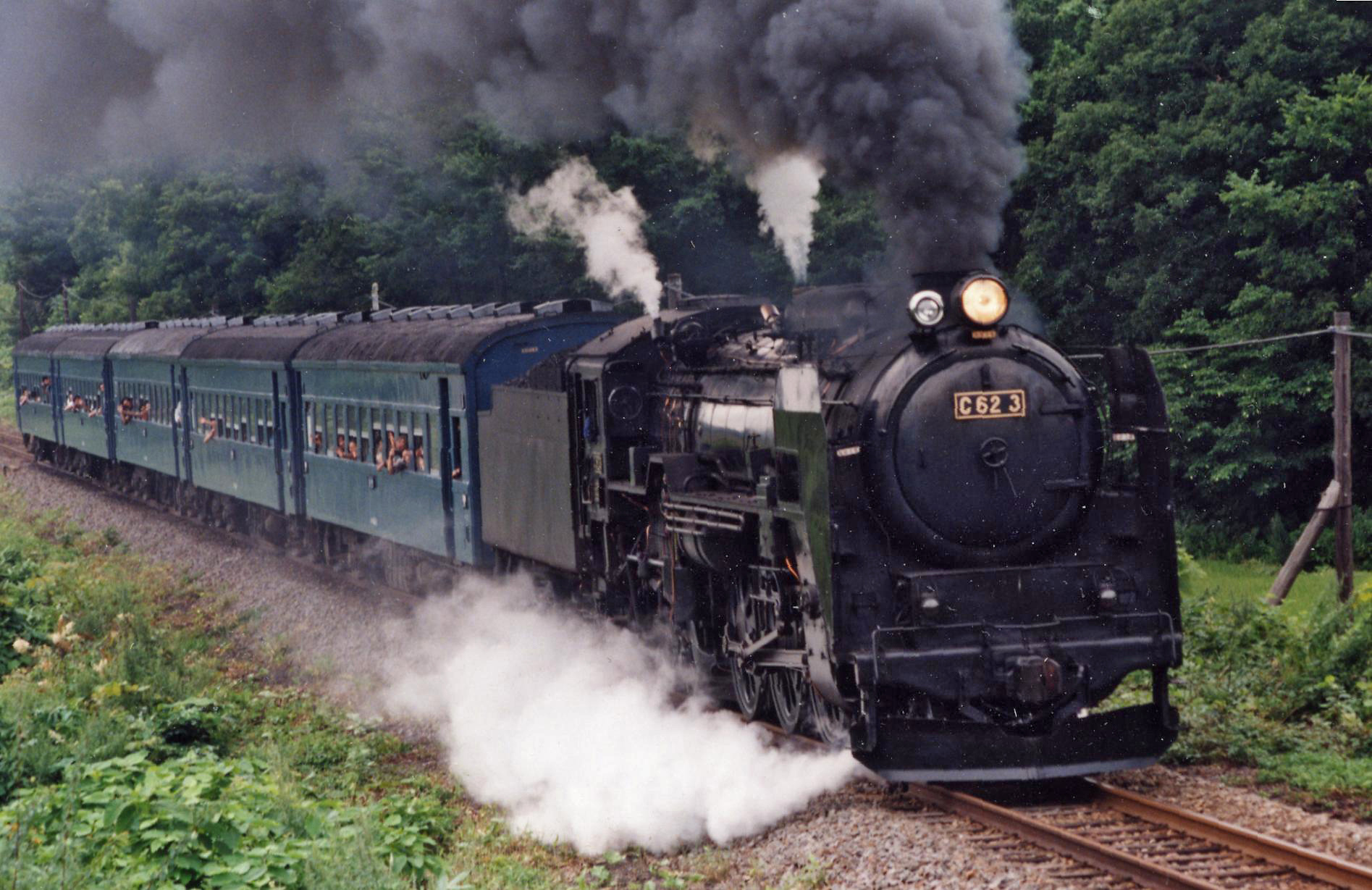
C62ニセコ号

リバイバルトレインは、過去に運行されていた列車の形態を、現存する車両・施設を使用して極力再現した列車を指す。復活運転ともいう。

## 概要

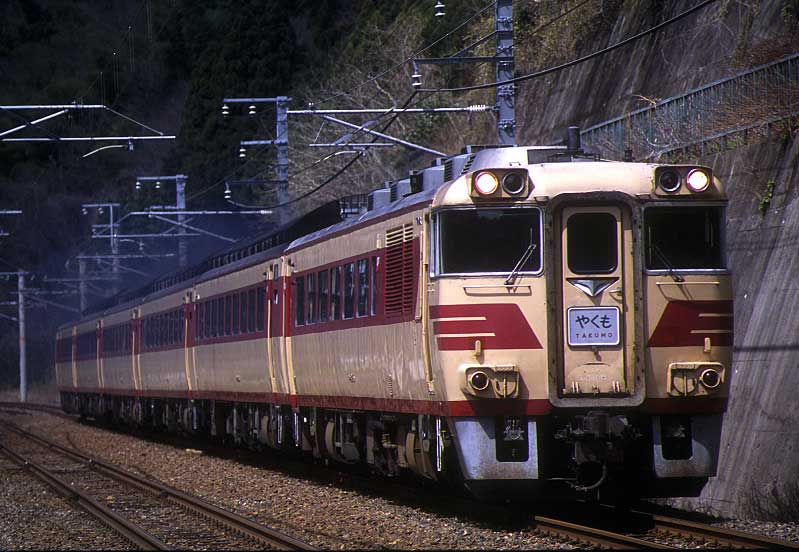
キハ181系「リバイバルやくも」（2002年3月30日）

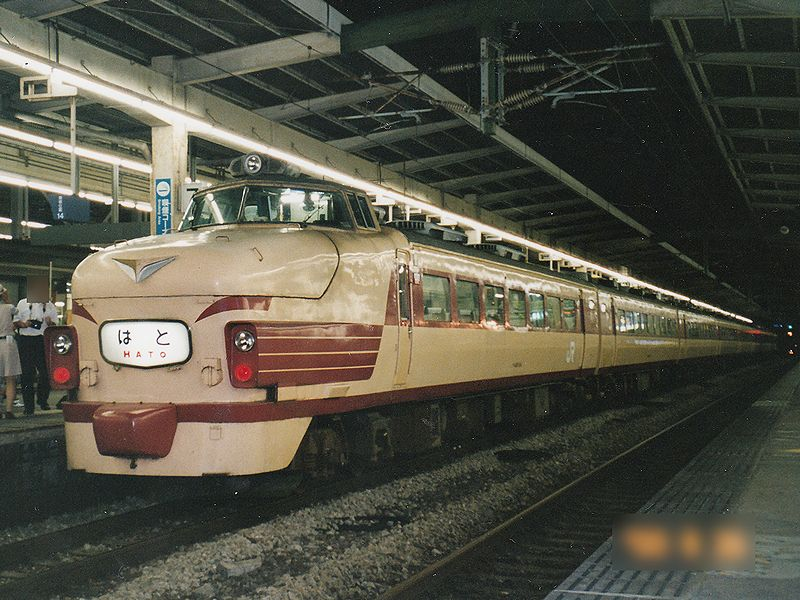
485系リバイバル「はと」（2000年8月26日）

リバイバルトレインは、特定の路線・列車の廃止や運転の節目（○○周年など）、車両の引退などを記念するために運行されるケースが多い。その性質上
、臨時列車であっても多くは1往復のみの運転に留まり、長期間にわたって運転されることは少ない。現に運行されている列車であっても、かつて使用していた車両を使用したものはリバイバルトレインと見なされる。
地方私鉄や第三セクターなどでは、乗客誘致を狙って偶発的または恒常的にリバイバルトレインの運行やリバイバル塗装が行われることもある。例えば、SL牽引列車を多数運転している大井川本線は、路線そのものが昭和の情緒を再現したものと言える。また、存続の危機にあったいすみ鉄道では、公募社長の鳥塚亮のもと、積極的にリバイバルトレインの運行を行って増収を図っている。
列車の再現にあたっては、往時の車両（場合によっては路線も）が現存しないことや、ダイヤグラム・費用や運転要員などの問題から必ずしも忠実には再現できないことも多い。実際にはモデルになる列車と所縁がない線区・車両で運行されたケースとして、2004年（平成16年）に東日本旅客鉄道（JR東日本）が583系を使用して品川駅 - 名古屋駅間で行った「つばめ」の復活運転がある。2009年（平成21年）には、同じくJR東日本が両国駅 - 館山駅間で「青い海」、両国駅 - 安房鴨川駅間で「白い砂」を復活運転しているが、使用された車両は485系の改造車ニューなのはなであり、こちらは「つばめ」の例とは逆に、運行のみを再現したことになる。
これらの列車は、臨時列車として設定され市販の時刻表に掲載を行うものと、団体専用列車扱いで設定され市販の時刻表には掲載されないものがある。前者については早い段階で指定席が売り切れる場合も多く、中には増結を実施した例もあるが、乗車券マニアによる買い占めのために指定席が完売になっても実際には空席が目立つことも多く、本来の旅客が利用できない上に、鉄道会社側は運賃分の減収が生じる弊害もあることから、近年では後者による設定がほとんどである。なお、通勤形車両（当初から特別料金を徴収しない列車で使用されている車両）によるリバイバルトレインの場合は、単なる自由席・予約不要の臨時列車として運転することがある。
多くのリバイバルトレインは臨時列車（あるいは団体専用列車）として設定されるため、定期列車が多く設定されている区間では、それらの運行に影響を及ぼさない範囲で時刻設定がなされる。このため、待避・長時間停車が多く発生し、往時よりは所要時間がかなり順延する傾向がある。また、撮影する鉄道ファンによるトラブルを防ぐため、沿線の主要場所に警備員や鉄道運転業務関連の係員などを臨時に配置する場合も多い。
| いすみ鉄道はキハ52（写真左）などの旧国鉄の気動車を譲受して国鉄当時の塗装に戻し（リバイバル塗装）、それを使用した団体列車を多数運行することによって乗客誘致を図っている。右のキハ20 1303やいすみ350形は、新製車でありながらそれら国鉄形車両に似せた外観となっている。 |  | いすみ鉄道はキハ52（写真左）などの旧国鉄の気動車を譲受して国鉄当時の塗装に戻し（リバイバル塗装）、それを使用した団体列車を多数運行することによって乗客誘致を図っている。右のキハ20 1303やいすみ350形は、新製車でありながらそれら国鉄形車両に似せた外観となっている。 |
| いすみ鉄道はキハ52（写真左）などの旧国鉄の気動車を譲受して国鉄当時の塗装に戻し（リバイバル塗装）、それを使用した団体列車を多数運行することによって乗客誘致を図っている。右のキハ20 1303やいすみ350形は、新製車でありながらそれら国鉄形車両に似せた外観となっている。 |  | |

## 沿革

### 旧国鉄時代
リバイバルトレインの元祖は、日本国有鉄道（国鉄）が慢性的な赤字に苦しみ、様々な増収策を打ち出していた1970年代にさかのぼる。どれが元祖であるかという特定は困難であるが、一例としては1973年（昭和48年）に小海線で実施されたC56形によるSL列車の復活運転が挙げられる。これは熱心なファンの活動が国鉄当局を動かし、稼働状態で残っていたC56形による旅客列車を再現したものであった。小海線のC56形は1972年まで稼働したが、旅客列車は早い時期に気動車に置き換えられたため、消滅して10年以上が経過していた。特定の列車のリバイバルというよりは「C56形が牽引する旅客列車」というイメージの再現であったが、後述するようなオリジナルの車両と異なるケースをも「リバイバルトレイン」と称する現状を考慮すれば、立派なリバイバルトレインであったということができる。

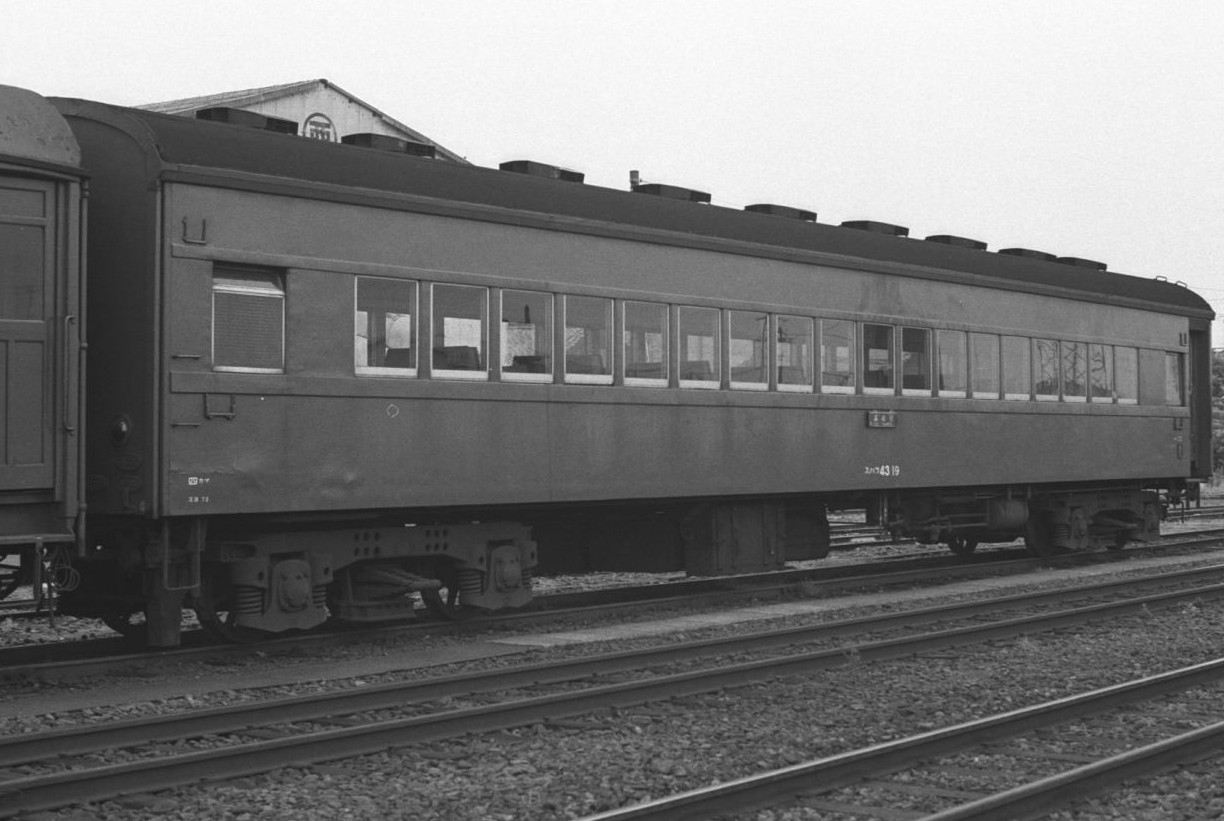
スハフ43 19（1981年）

明確に特定の列車のリバイバルとして運行された最も早い例は、1981年（昭和56年）7月に東海道新幹線開業前の代表列車「つばめ」を東海道本線東京駅 - 大阪駅間で「栄光の特急つばめ」と称して復活運転したものだった（画像リンク）。
客車は往時の車両がまだ残存していたことを主催した東京南鉄道管理局の担当者が知らなかったため14系を用いたものの、食堂車も連結して営業し、さらに機関車には定期運行時に実際使用していたEF58形（61号機）を用いた。この時には、学習院大学の女子大生が運行当時乗務していた旅客係「つばめガール」に当時の制服そのままに扮して乗務した。翌1982年（昭和57年）には「つばめ」の姉妹列車である「はと」も運転、これらの売上実績がサロンエクスプレス東京やサロンカーなにわ等のジョイフルトレイン登場につながった。
その後、東海道・山陽本線を中心に「へいわ」、「うずしお」などが1983年（昭和58年）ごろまでに運転されたが、次第に目新しさがなくなったことや、国鉄分割民営化が具体的な日程に乗り、そうした列車を設定する余裕がなくなったこともあって、一旦姿を消した。

### JR化以降

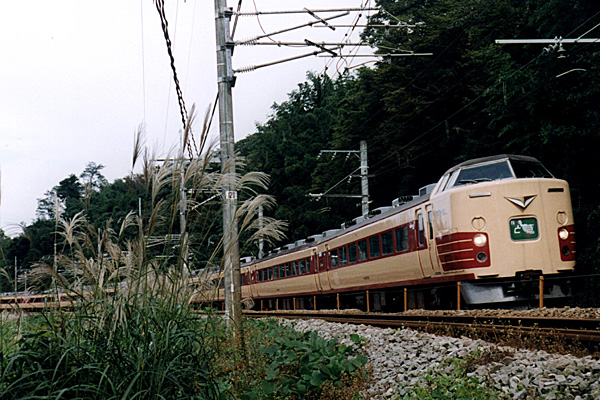
183系リバイバル『とき』

分割民営化直後の1987年4月、広島駅 - 下関駅間にて、西日本旅客鉄道（JR西日本）が「しおじ」（485系を使用）を運転したが、これが民営化後初のリバイバルトレインである。そして、横軽廃止から間もない1997年（平成9年）11月にJR東日本が上越新幹線（新潟駅 - 大宮駅間）開業15周年・JR東日本発足10周年を記念して「懐かしのとき」（新潟駅→上野駅間）や12月の「懐かしの佐渡」（新潟駅 - 上野駅間）を復活運転したころからブームが再燃した。
翌1998年4月には東海旅客鉄道（JR東海）が身延線開業70周年を記念して急行「富士川」、「身延線115系（ワインレッド色）」を、同年7月にはJR東日本が高崎支社主体で「ゆけむり」（使用車種は169系）を、翌8月には同水戸支社主体で常磐線開業100周年を記念して「おもいでのひたち」を復活運転。いずれも好評に終わると、1999年のゴールデンウィーク中には「あまぎ」が、8月には北海道旅客鉄道（JR北海道）により「天北」が運転され、ブームの兆候はより顕著になっていく。2000年（平成12年）8月に至りJR西日本が山陽新幹線博多開業25周年を記念して新大阪駅→博多駅間で「はと」（団臨扱）を運転すると、以降はJR東海を除くJR5社がこれを熱心に行うようになった。
2000年代前半までは特急形車両や急行形車両を使用することが多かったが、近年は113系や115系、キハ40系などといった近郊形車両を用いたリバイバルトレインが運転されることも多い。

### 私鉄におけるリバイバルトレイン

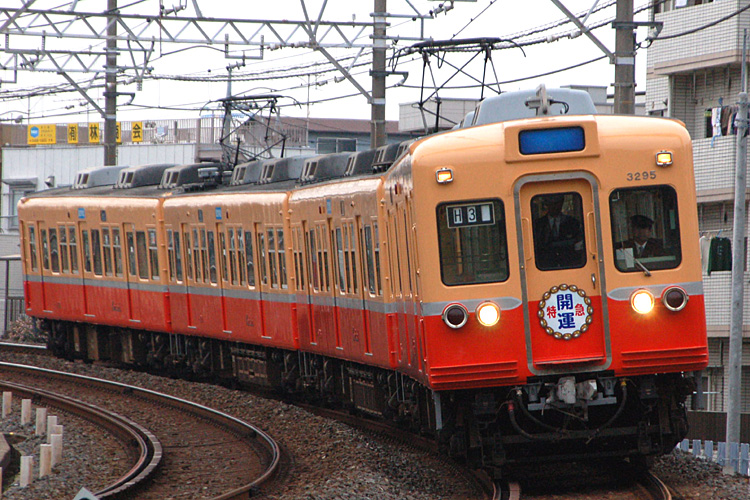
京成3200形電車の運用離脱を記念して運転されたリバイバル「開運号」（2007年1月28日）

私鉄においては、国鉄・JRと比較して愛称を冠した優等列車が少なく、またそのような列車は看板列車となることが多いために列車そのものが廃止となることが少ない。このような事情から、リバイバル運転は後述の「リバイバル塗装」を施した編成を用意し、この車両を用いた特別列車運行の形をとることが多い。この場合、厳密には「車両のリバイバル」であって「列車そのもののリバイバル」ではない。
私鉄におけるリバイバル列車としては、名古屋鉄道で2001年7月から9月にかけて、八百津線の廃線に合わせ、かつて犬山線から八百津線に直通運転を行っていた「蘇水湖号」のリバイバル運転や、京成電鉄で2007年1月28日に3200形のリバイバル塗装編成を用いて、かつて同形式で運転されていた特急「開運号」のリバイバル運転を行ったことなどが挙げられる。

## リバイバル塗装

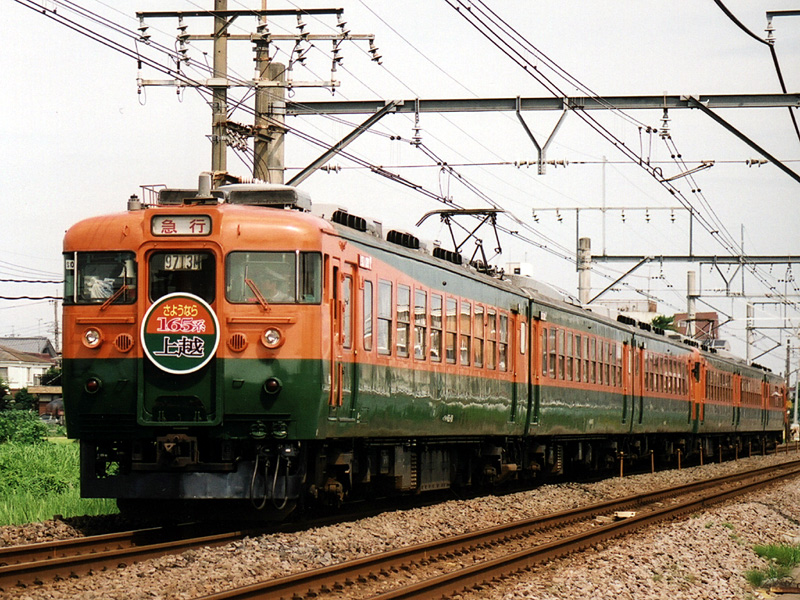
湘南色に塗り戻された新前橋区165系によるさよなら列車（2003年6月29日 吹上駅 - 行田駅間）

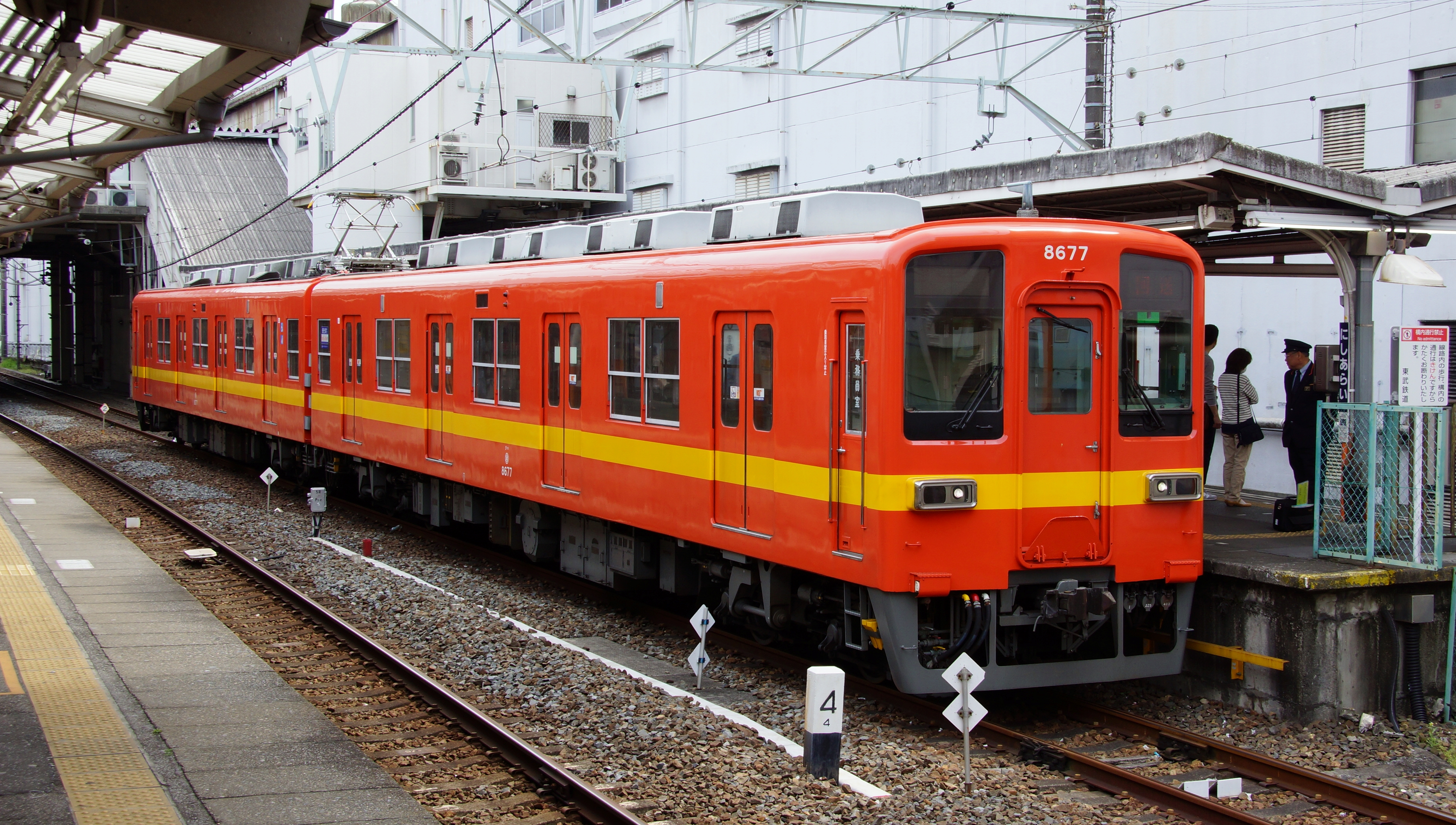
東武8000系電車の昭和30年代通勤車標準色リバイバル塗装（2016年）

塗色変更の行われている車両に、かつて纏っていた塗色（旧塗色と呼ばれるもの）へ意図的に戻して運転するケースも、「かつての姿を再現する」という意味において広義の「リバイバルトレイン」と言うことができる。リバイバルカラー、復刻塗装などとも呼ばれる。リバイバル塗色を施した編成は、リバイバル列車あるいは記念の臨時列車として運転されるほかに、平時には定期列車として運用に入ることもある。また、鉄道事業者によっては当時の車両が廃車されて在籍していないことから、当該塗装をまとったことのない車両に復刻塗装を行うケースや、当該交通機関が廃止されて現存しない場合は、代替の交通機関で復刻塗装を実施することもある。塗装は昭和30～50年代に使用されていたものが復刻されることが多い。
地方私鉄の多くは国鉄・JRや大手私鉄で使用されていた車両を譲受している路線が少なくないが、そのような路線では一旦自社独自のカラーリングに塗色した車両を、購入元の塗色に塗り戻して旅客誘致を狙っている。特殊な例として、甘木鉄道では全ての車両が自社発注であるにもかかわらず、一部の車両に国鉄色を施している。